# SIC Mulher
Sic Mulher (SIC dona, en català) és un canal de televisió temàtic portuguès, equivalent al Cosmopolitan TV. És propietat del canal de televisió generalista SIC. Va ser el quart canal temàtic obert per SIC, i pensat per ser emès per cable. Les emissions van començar el dia 8 de març del 2003, Dia Internacional de la Dona, donant així obertura al primer canal temàtic per a dones a Portugal. Malgrat tenir com a objectiu el públic femení, s'emet programació d'interès general per a tots dos sexes, com és el cas, per exemple, de sitcoms, britcoms i altres sèries internacionals de ficció. Això no obstant, l'objectiu principal és oferir programes destinats a la dona independent, amb fills, que ja no estudia, ni viu a casa dels pares i que té una carrera professional paral·lela a la seva parella. La graella de televisió està constituïda per magazins, Call TV, pel·lícules,... amb temes pensats per a un públic majoritàriament femení. Les cares del Canal són Adelaide de Sousa, Raquel Strada, Ana Rita Clara, Gustavo Santos, Pedro Guedes, Ricardo Guedes, Sofia Carvalho.